# Hyaloklastit

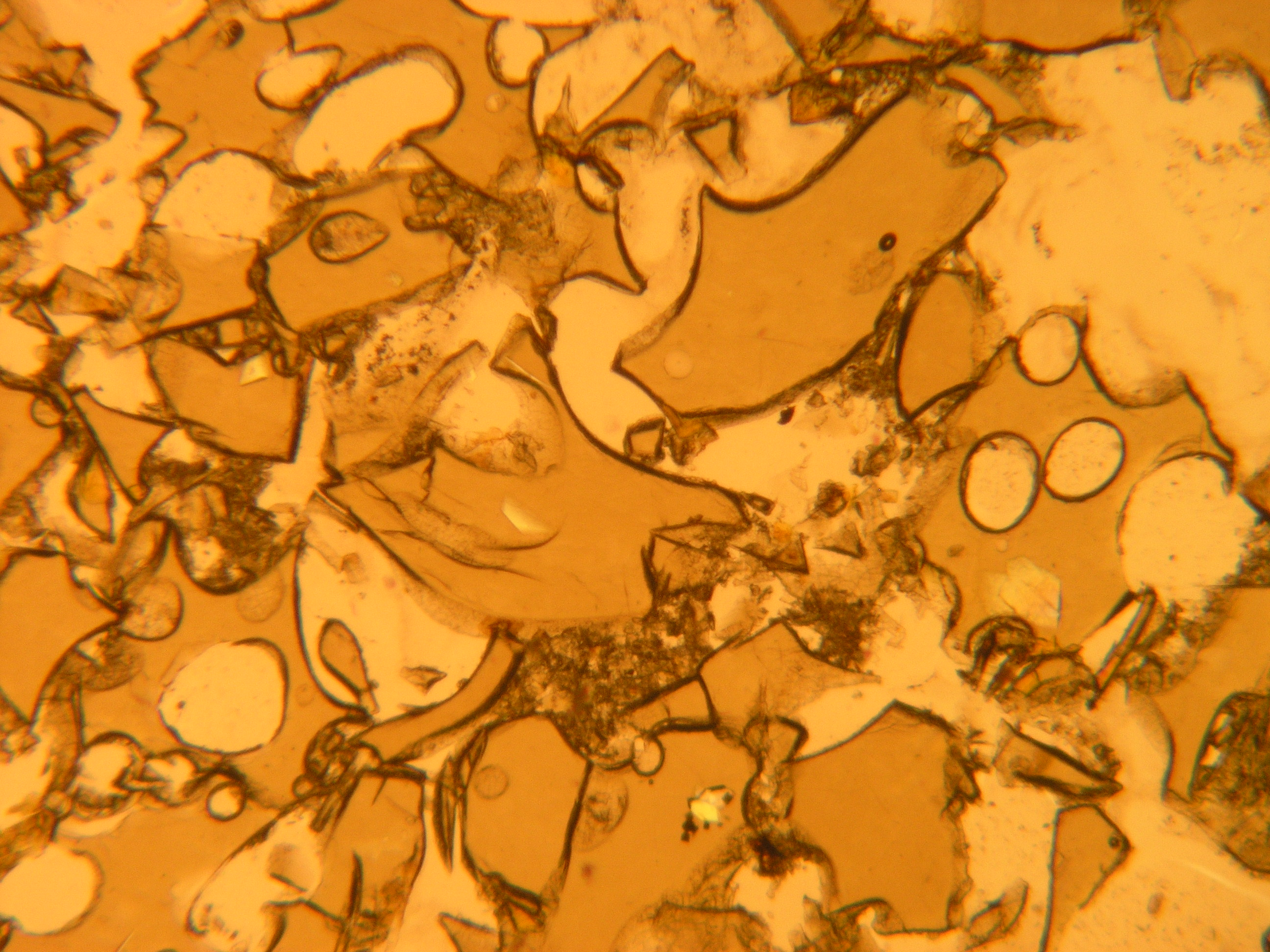
Hyaloklastit unter dem Mikroskop: Scherben von gelblichem Gesteinsglas

Ein Hyaloklastit ist eine konsolidierte pyroklastische Gesteinsform, die größtenteils aus Fragmenten vulkanischen Glases besteht. 

## Zusammensetzung
Hyaloklastit ist eine hydratisierte Tuff-Brekzie, die reich an schwarzem vulkanischen Glas ist. Dieses kommt in Form flacher, eckiger Fragmente mit einer Größe von einem Millimeter bis zu wenigen Zentimetern vor.
Mehrere Mineralien finden sich in hyaloklastischen Gesteinen. Sideromelan ist ein olivgrünes, dem Obsidian ähnliches, basaltisches Glas, welches schnell in Wasser abgeschreckt wurde. Es ist transparent und rein, es fehlen im Gegensatz zum häufiger vorkommenden Tachylit die eingestreuten Eisenoxid-Kristalle. 
Die Glasfragmente sind in der Regel umgeben von einer gelben oder braunen Schicht von Palagonit, das bei der Reaktion von Sideromelan mit Wasser entsteht.

## Entstehung
Hyaloklastite entstehen beim Erkalten von Lava unter Wasser- oder Eisbedeckung und sind damit charakteristische Gesteine im Bereich subglazialer oder submariner Vulkane und von Tuyas. Die Fragmentierung des vulkanischen Glases tritt durch die Kraft einer vulkanischen Explosion oder durch einen thermischen Schock während rascher Abkühlung auf.